# محمد شریعتی دهاقان
محمد شریعتی دهاقان (زادهٔ ۱۳۲۷) روحانی و سیاستمدار ایرانی است. او نماینده حوزه انتخابیه سمیرم در دوره نخست مجلس شورای اسلامی است که پس از کشته شدن محمدتقی بشارت نماینده این شهرستان، در انتخابات میان‌دوره‌ای سال ۱۳۶۱ به مجلس راه یافت. او همچنین نماینده دائم ایران در سازمان کنفرانس اسلامی و همچنین مشاور فرهنگی سید محمد خاتمی بوده است.